# Romain (pigeon)
Pour les articles homonymes, voir Romain.
Le Romain est une race de pigeon domestique originaire de France. Élevée pour sa chair, la race est classée dans le groupe des pigeons de forme.

## Origines
Le Romain est une race ancienne. Il est déjà cité dans des ouvrages du XVIIIe siècle. Son nom vient de ses origines supposées : il descendrait de pigeons italiens de Campanie. Durant l'Antiquité, ces pigeons étaient connus de Pline qui les citait comme « les plus gros pigeons du monde ». La race est améliorée au XIXe siècle en région parisienne pour obtenir le standard de la race moderne.
En anglais, il est nommé Runt et parfois, il est cité sous le nom de Spanish pigeon (« Pigeon espagnol »). Runt se traduit littéralement par « avorton » ou « freluquet », terme qui n'est pas adapté à un si gros pigeon domestique. Dans ce contexte, le terme renvoi plutôt au fait que c'était un oiseau « simple » ou « commun ».

## Description
C'est un gros oiseau, le plus gros des pigeons parmi les races françaises. Le mâle peut atteindre une envergure de 110 cm pour un poids de 1,3 kg. Il a un corps long avec un port horizontal. Son cou est épais et court. Les ailes et la queue sont longues. Le pourtour de l’œil est rouge. La race présente de nombreuses couleurs de plumage,.

## Élevage
La race est développée pour obtenir de gros pigeons dans un but de produire de la viande. À un mois, un pigeonneau atteint un poids de 700 à 800 grammes.
Malgré sa fécondité, son élevage est difficile. Par leur taille, les oiseaux sont maladroits et brisent souvent les œufs. Pour réussir une reproduction, il est nécessaire de confier les œufs à un couple de pigeons d'une autre race. Sa taille gêne également son vol et il ne s'éloigne pas de son pigeonnier. Élevé avec des pigeons d'autres races, il est d'un caractère querelleur.

## Standard
Le standard de la race est créé en 1906. Classée dans les pigeons de forme, la race est gérée par la France (F/0001) et les oiseaux sont bagués avec une bague de 11 mm.

## Diffusion
Le Romain est utilisé régulièrement dans divers croisements pour améliorer d'autres races. Aux États-Unis, l'American Giant Runt (« Romain Géant Américain ») est issu du Romain.

## Galerie

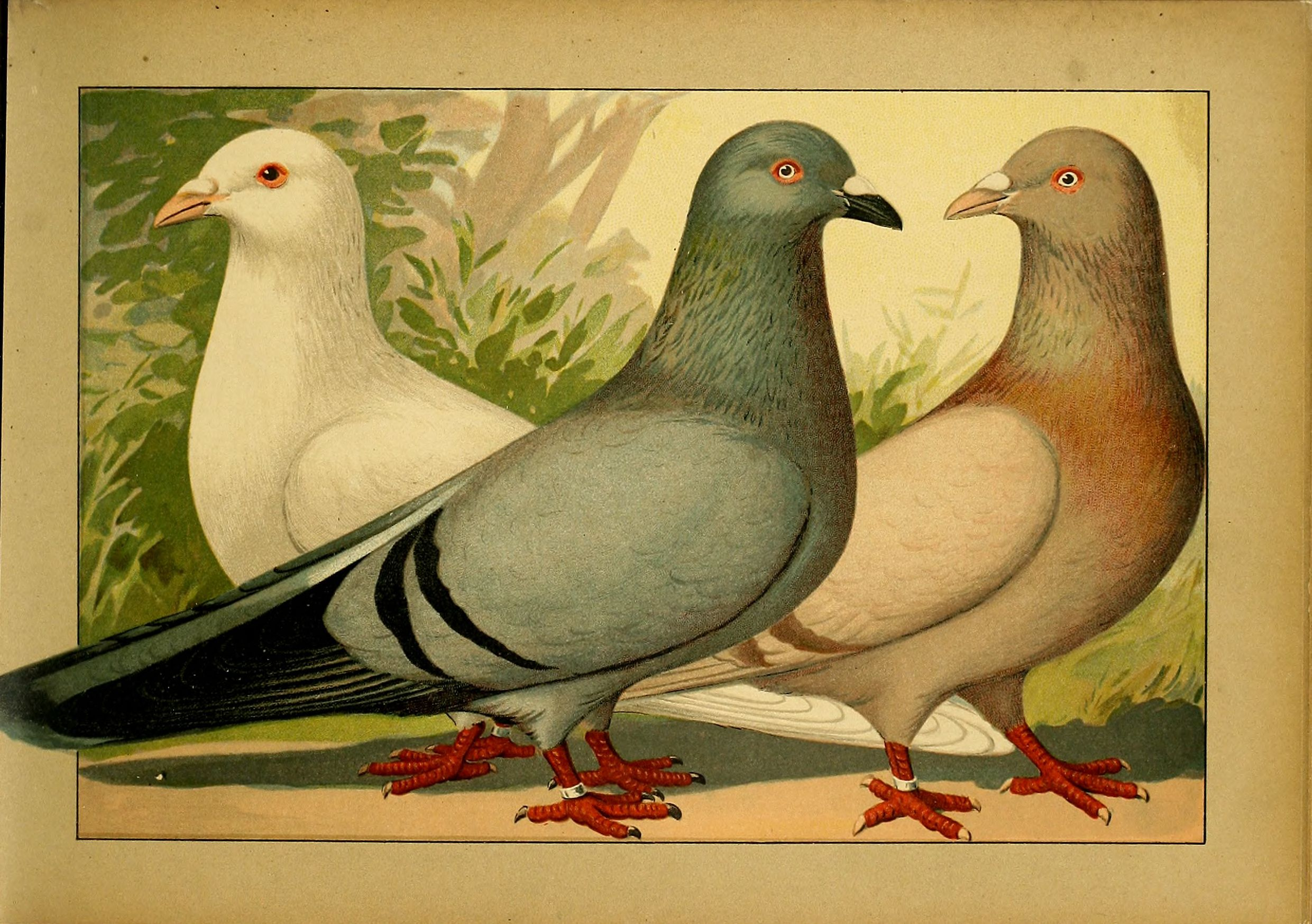
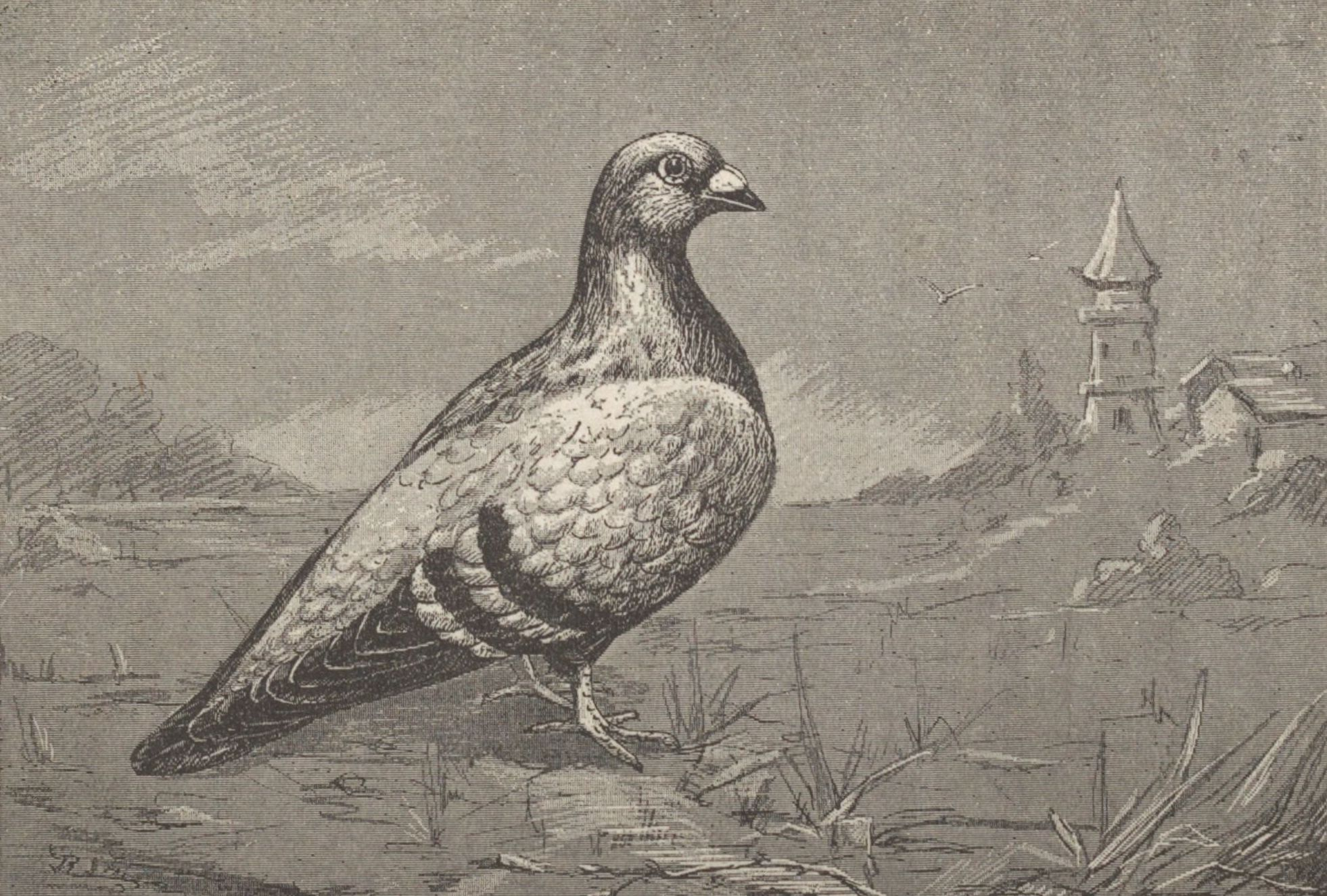
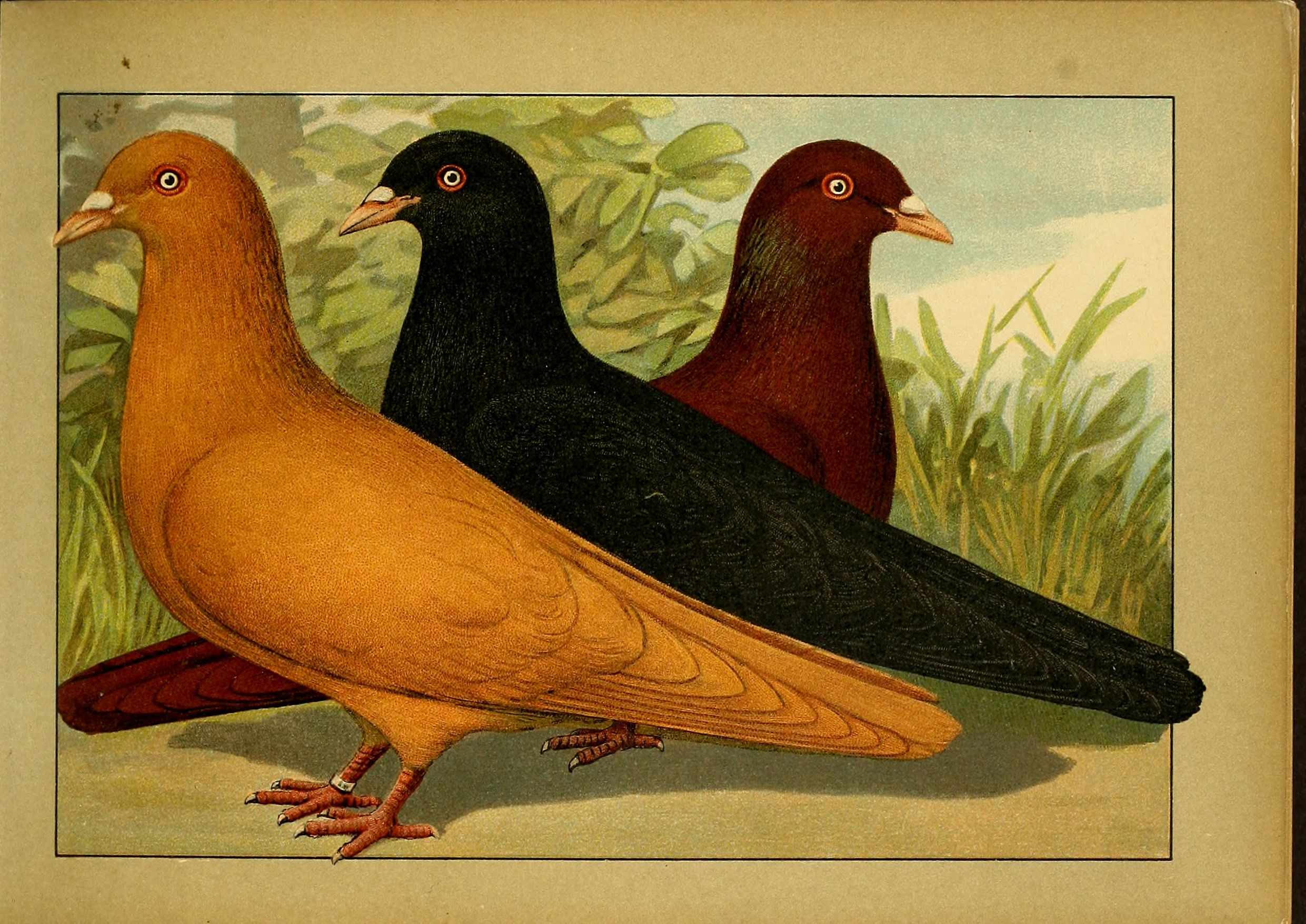